# Schweriner Haus des Lernens
Das Schweriner Haus des Lernens ist eine Integrierte Gesamtschule (IGS) in freier Trägerschaft mit gymnasialer Oberstufe und Grundschule.

## Geschichte
Die Trägergesellschaft SWS Schulen gGmbH gehört zur SWS-Gruppe. Dieses Unternehmen geht auf die SWS Seminargesellschaft für Wirtschaft und Soziales mbH zurück, welche von der ehemaligen Lehrerin Barbara Dieckmann 1993 zur Erbringung von Leistungen zur Umschulung in Pasewalk gegründet wurde. 1994 expandierte das Unternehmen nach Schwerin, und richtete dort nach und nach verschiedene medizinische und pflegerische Berufsschulen und Bildungsangebote ein. Bis 2011 war die Gruppe in der Wismarschen Straße in angemieteten Räumen ansässig.
2003 wurde die SWS Schulen gGmbH gegründet, deren Geschäftsführerin später Jana Dieckmann wurde. Jana Dieckmann ist die Tochter von Barbara Dieckmann. 2006 gründete die SWS Schulen gGmbH die allgemeinbildende Schule "Schweriner Haus des Lernens", zuerst mit einer Grundschule mit Hort. 2010 kam die Orientierungsstufe mit den Klassen 5 und 6 dazu, 2012 die Integrierte Gesamtschule als weiterführende Schule. 2015 eröffnete schließlich die gymnasiale Oberstufe.

## Profil
Die Schule ist eine staatlich genehmigte Ersatzschule in freier Trägerschaft der SWS Schulen gGmbH. Die integrierte Grundschule und Gesamtschule mit gymnasialer Oberstufe arbeiten ganztägig. Rund 230 Schüler werden in 13 Klassen unterrichtet.
Die Schule befindet sich im Schweriner Stadtteil Werdervorstadt, zwischen Speicherstraße und Ziegelsee im Westen und Güstrower Straße (B104) im Osten. Im Norden grenzt die Ziegelseestraße an das Schulgrundstück, welche auch die Anschrift bildet. Der private Schulträger nennt den Schulstandort auch „Campus am Ziegelsee“.